# Armée du Golfe
L'armée du Golfe est une armée de l'Union qui a opéré dans la région des côtes du Golfe contrôlée par les forces de l'Union. Elle a principalement combattu en Louisiane et Alabama.

## Histoire

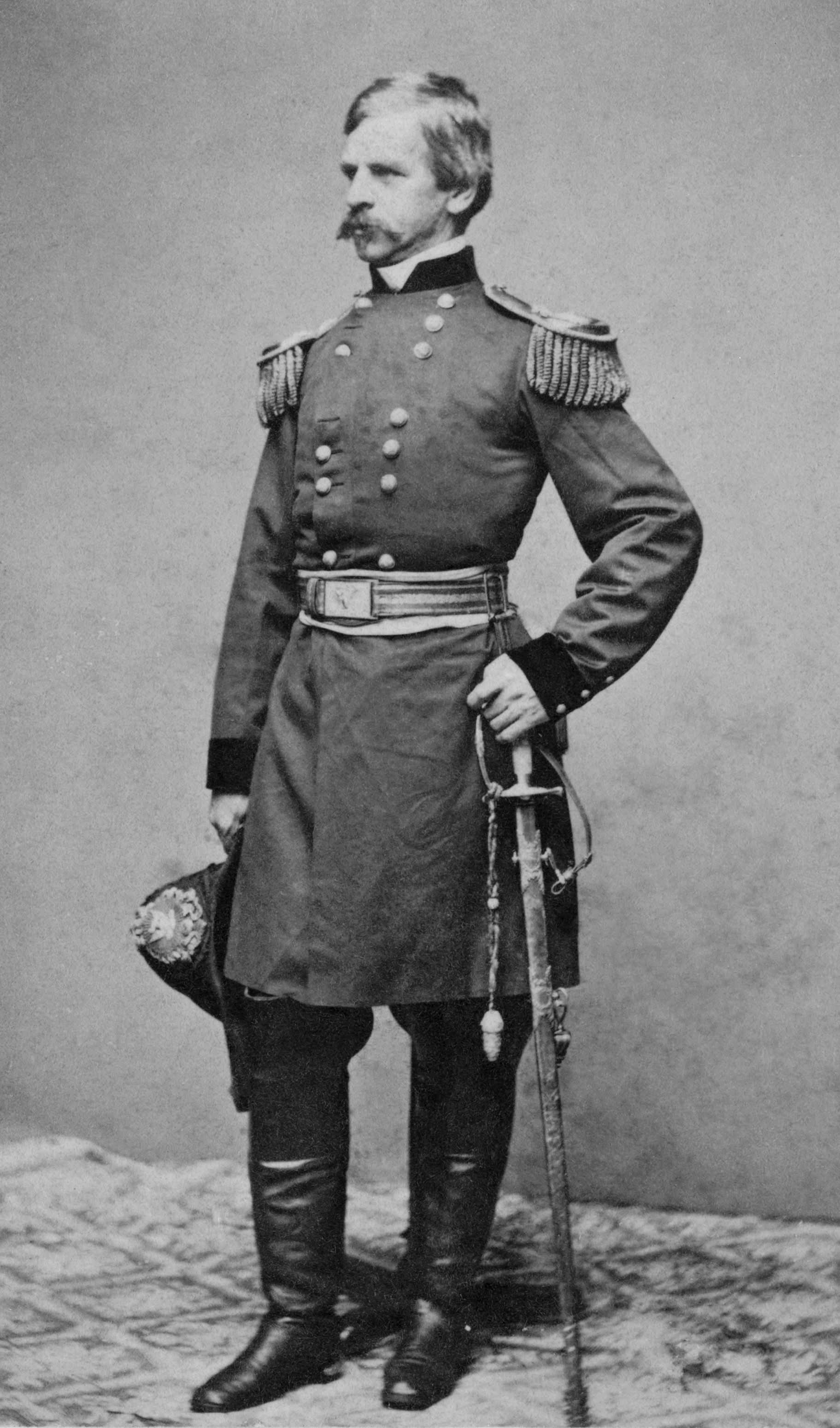
Le général Nathaniel P. Banks commande l'armée du Golfe pendant la majeure partie de ses opérations

Le département du Golfe est créé à la suite de la capture de la Nouvelle Orléans par le capitaine David G. Farragut en 1862. Le commandant des forces d'occupation de l'Union, Benjamin F. Butler, prend le commandement du département. En mars, Butler assume le commandement du département, et l'armée du Golfe est créée à partir de troupes du département du Golfe.
L'armée participe à peu d'action jusqu'à la fin de 1862 et Butler est remplacé par le major général Nathaniel P. Banks le 17 décembre 1862. Banks assure le commandement du département du Golfe et de l'armée du Golfe. À ce moment, l'armée du Golfe est composée d'un seul corps, le XIXe corps, dont Banks est aussi le commandant.  Banks dirige l'armée dans plusieurs engagements dans la Louisiane inférieure, qui aboutissent finalement au siège de Port Hudson, le premier engagement majeur de cette armée. L'armée mène le siège et les forces confédérées se rendent finalement le 9 juillet 1863. L'année suivante, le XIIIe corps et deux divisions du XVIe corps sont ajoutés au département, portant l'armée à trois corps. Banks reste au commandement de l'armée et du département pendant que le général William H. Emory assure le commandement du XIXe corps.
En mars 1864, Banks commence sa campagne désastreuse de Red River. Après son échec, il démissionne de l'armée et est remplacé par le major général Stephen A. Hurlbut. Le XIXe corps est envoyé dans la vallée de la Shenandoah, et les forces qui restent dans l'armée participent à l'attaque terrestre de la bataille de Mobile Bay.
Tardivement au cours de la guerre, les deux corps restant, le XIII et le XVI, sont affectés à la division militaire du Mississippi occidental du major général Edward Canby, pour une offensive planifiée en vue de la capture de la ville de Mobile. Pendant cette opération, Canby renomme la force l'armée du Mississippi occidental d'après le nom de la division militaire qu'il commande. Bien qu'elle porte un nom différent, la force est virtuellement la même armée et prend part à la bataille de Spanish Fort (en) et à la bataille de Fort Blakely (en). Canby est nommé au commandement du département du Golfe à la fin de la guerre et les forces deviennent de nouveau l'armée du Golfe.

## Commandement
| Commandant                       | De                | À                 | Batailles principales                                        |
| -------------------------------- | ----------------- | ----------------- | ------------------------------------------------------------ |
| Major général Benjamin F. Butler | 23 février 1862   | 15 décembre 1862  | Nouvelle Orléans                                             |
| Major général Nathaniel P. Banks | 15 décembre 1862  | 23 septembre 1864 | Fort Bisland, Irish Bend, Port Hudson, campagne de Red River |
| Major général Stephen A. Hurlbut | 23 septembre 1864 | 22 avril 1865     | affection temporaire                                         |
| Major général Edward Canby       | 3 juin 1865       | 27 juin 1865      |                                                              |

## Ordres de bataille
- ordre de bataille de Port Hudson (en)